# 甲府駅
甲府駅（こうふえき）は、山梨県甲府市丸の内一丁目にある、東日本旅客鉄道（JR東日本）・東海旅客鉄道（JR東海）の駅である。

## 概要
JR東日本の中央本線と、当駅を終点とするJR東海の身延線の2路線が乗り入れ、両社の共同使用駅となっている。駅施設はJR東日本の所有であり、JR東海身延線ホームを含めてJR東日本八王子支社の管轄で、全ての着発線がJR東日本東京圏輸送管理システム（ATOS）・中央方面指令の運行管理下にある。
両社の財産境界は、4・5番線ホームより約0.5 km東にある下り場内信号機（東京起点131.895 km地点、富士起点87.358 km地点、長禅寺付近）に設定されていて、それより外側（富士方）の橙色の帯が施されている架線柱がJR東海の所有を表している。
1987年（昭和62年）4月の国鉄分割民営化によって中央本線塩尻以東はJR東日本、身延線はJR東海の管轄となり、当駅はJR東日本とJR東海の境界駅となった。
特急列車を含むすべての旅客列車が停車する。当駅には中央本線のみCO 43の駅番号が設定されている。

## 歴史
中央本線は甲府市街中心地を東西に通過しているが、甲府駅の立地する甲府市丸の内一丁目は内堀に囲郭された甲府城の内城部分に位置する。現在の甲府駅駅舎は城域北側の清水曲輪に相当し、曲輪には櫓や書院、城門などの施設が存在していた。南側には屋形曲輪・本丸が所在する。清水曲輪の東西・北側は内堀が囲郭し、北側には二の堀で囲郭された武家地に通じる山手門が所在している。明治期に甲府城は廃城となり、二の堀は埋め立てられ武家地は払い下げられて官公庁用地として開発され、甲府駅の開業に至る。
なお、身延線ホーム位置が東端にずれているのは、1941年（昭和16年）に国有化されるまで身延線は私設鉄道（富士身延鉄道）であり、後付けで国鉄駅に乗り入れた名残である。

### 年表
- 1903年（明治36年）

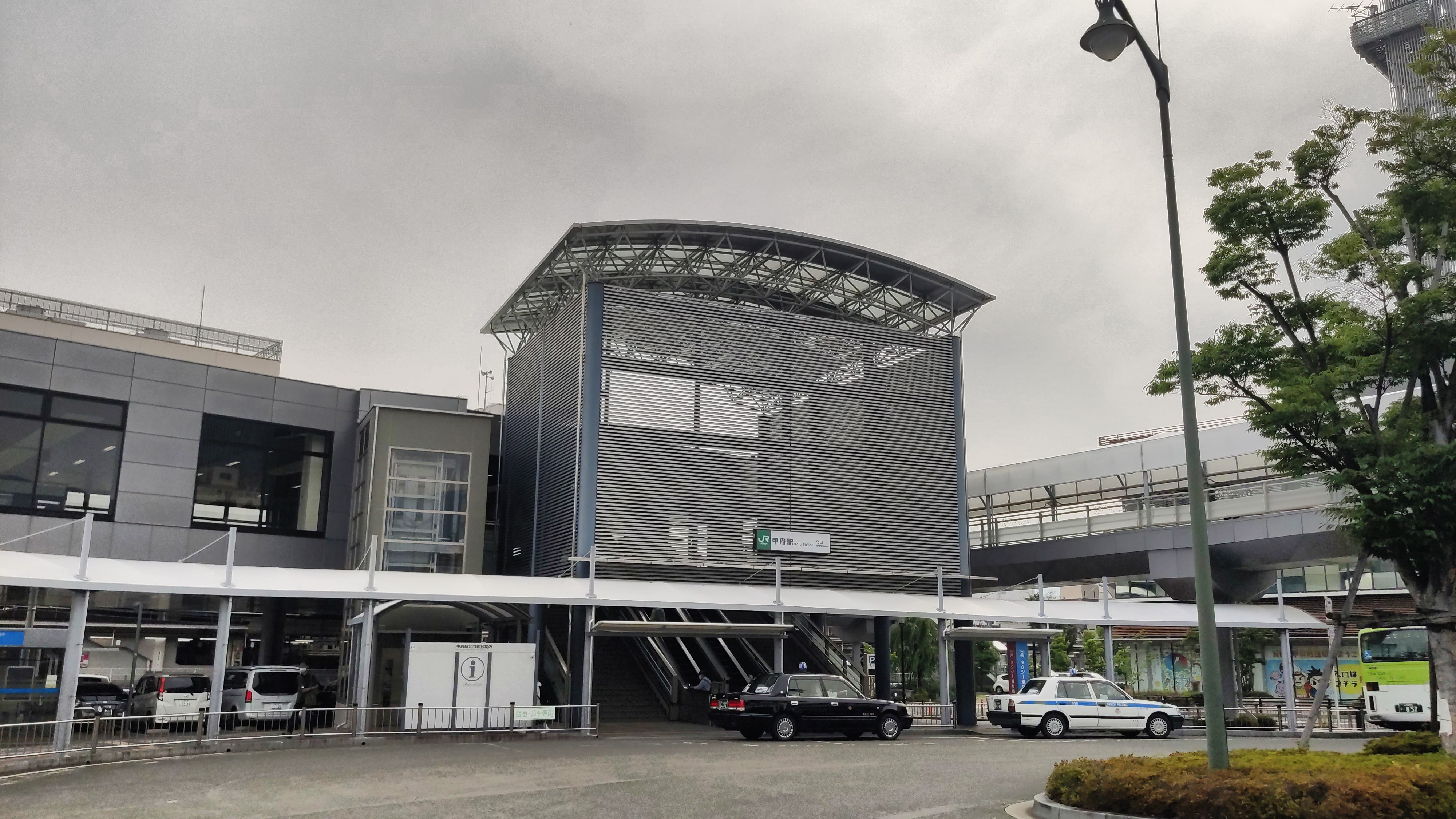
北口（2022年6月）

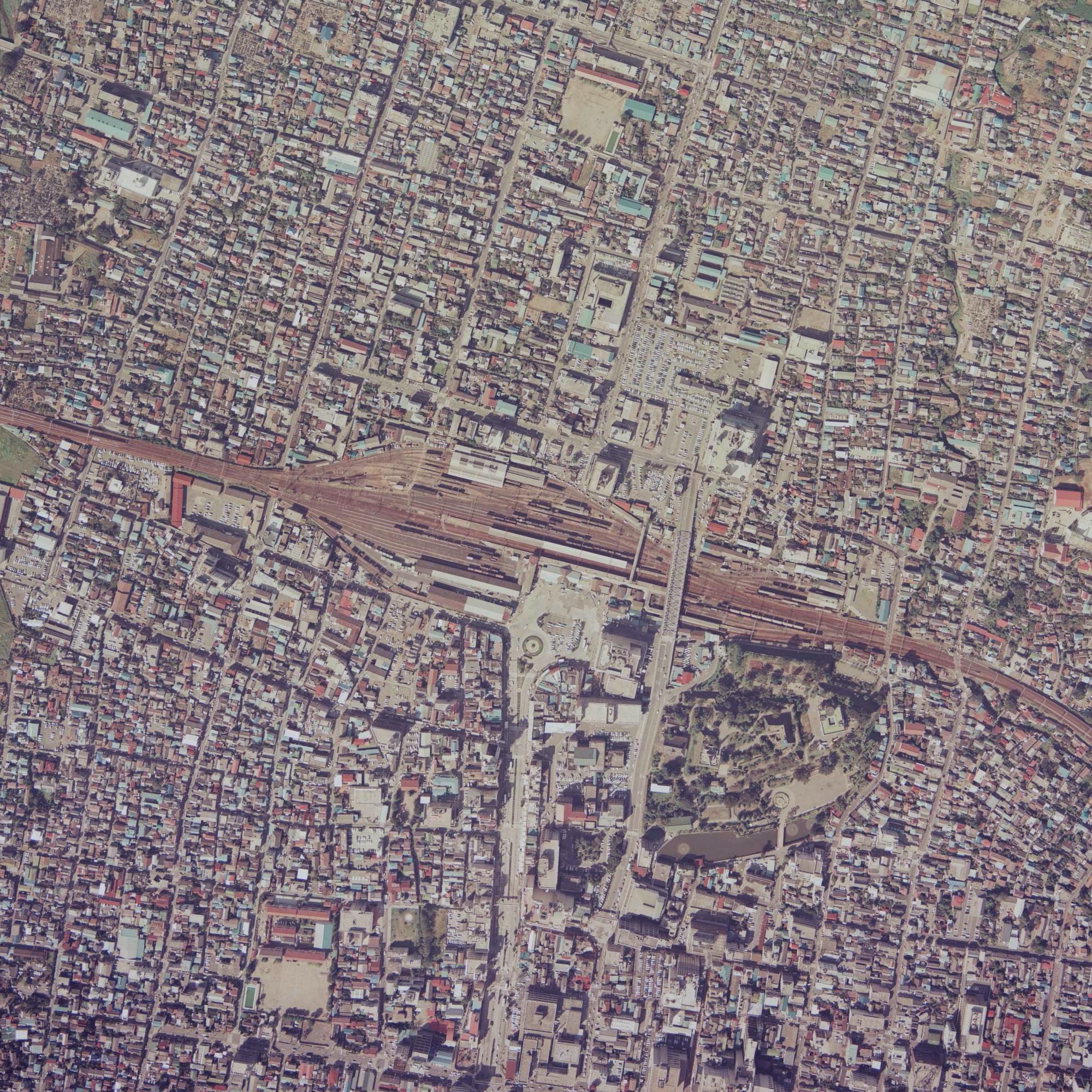
甲府駅周辺の空中写真（1975年9月撮影）

  - 6月11日：官設鉄道が初鹿野駅（現在の甲斐大和駅）から延伸、その終着駅として開業[4]。一般駅[2]。
  - 12月15日：官設鉄道が韮崎駅まで延伸[4]。
- 1904年（明治37年）12月27日：駅前に山梨馬車鉄道（のちの甲府電車軌道）が乗り入れ[4]。
- 1909年（明治42年）10月12日：国有鉄道線路名称の制定により、中央東線所属となる[4]。
- 1911年（明治44年）5月1日：中央西線が中央東線に編入され、中央本線所属となる[4]。
- 1924年（大正13年）3月19日：待合室にあったストーブから失火し、駅舎が全焼する[5][4]。
- 1925年（大正14年）4月4日：二代目駅舎が建てられる[4]。
- 1927年（昭和2年）7月1日：甲府電車軌道が営業を休止[4]。
- 1928年（昭和3年）3月30日：富士身延鉄道線が市川大門駅から延伸し、当駅に乗り入れ[6]。
- 1932年（昭和7年）12月27日：駅前に山梨電気鉄道線が乗り入れ[4]。
- 1941年（昭和16年）5月1日：富士身延鉄道が国有化し、鉄道省身延線となる[6]。
- 1950年（昭和25年）11月23日：北口を供用を開始[4]。
- 1962年（昭和37年）7月1日：山梨交通電車線が廃止[4]。
- 1972年（昭和47年）4月1日：旅行センターが開業[7]。
- 1984年（昭和59年）
  - 2月1日：貨物の取り扱いを廃止（旅客駅となる）[2]。
  - 8月21日：橋上駅舎化[8][9]。
- 1985年（昭和60年）10月6日：1986年（昭和61年）に開催される国民体育大会にあわせ、駅ビル「エクラン」の供用を開始[4][9]。
- 1986年（昭和61年）11月1日：荷物の取り扱いを廃止[2]。
- 1987年（昭和62年）4月1日：国鉄分割民営化に伴い、中央本線はJR東日本[2]、身延線はJR東海に継承され[6][10]、JR東日本とJR東海の境界駅となる。
- 1989年（平成元年）12月2日：身延線ホームを従来位置より中央本線側に移転[新聞 1][11]。
- 2004年（平成16年）10月16日：自動改札機が設置され、中央本線でICカード「Suica」の利用が可能となる（身延線は対象外）[報道 2]。東京近郊区間に編入される[報道 2]。
- 2007年（平成19年）
  - 2月末：中央線ホームに待合室を設置[報道 3]。
  - 6月25日：仮北口および仮設ロータリーの供用を開始。同時に北口ロータリーを閉鎖（既存の北口は引き続き供用）。
- 2008年（平成20年）7月14日：改修工事のため既存の北口を閉鎖。
- 2009年（平成21年）
  - 11月16日：バリアフリー化の一環として、改札内にトイレとベビー休憩室を整備[報道 4]。
  - 12月21日：中央線上りホームにエレベーターを整備[報道 5]。
- 2010年（平成22年）
  - 2月23日：中央線下りホームにエレベーターとエスカレーターを整備[報道 5]。
  - 7月15日：中央線上りホームにエスカレーターを整備。バリアフリー化の一環として、6番線ホームを4番線ホームに変更[報道 5]。
  - 8月4日：ペデストリアンデッキが設置された新北口の供用を開始[4]。
- 2015年（平成27年）
  - 3月13日：駅ビルが「甲府エクラン」から「セレオ甲府」へ名称変更し、リニューアルオープン（第1期）[報道 6]。
  - 4月17日：駅ビル「セレオ甲府」の第2期リニューアルが完了し、グランドオープン[報道 7]。
  - 7月15日：南口に新設された一般車ロータリーの供用を開始。
- 2016年（平成28年）9月7日：南口の公共交通ロータリー（バスターミナル）の整備が完了し、全面供用を開始。
- 2018年（平成30年）
  - 2月15日：南口に斜行型エレベーターが完成し、供用を開始。
  - 3月31日：びゅうプラザの営業を終了。
- 2021年（令和3年）11月9日：駅ナカシェアオフィス「STATION WORK」のテレワークブース「STATION BOOTH」が開設[報道 8]。
- 2025年（令和7年）10月1日：身延線でICカード「TOICA」の利用が可能となる（予定）[報道 9][報道 10]。

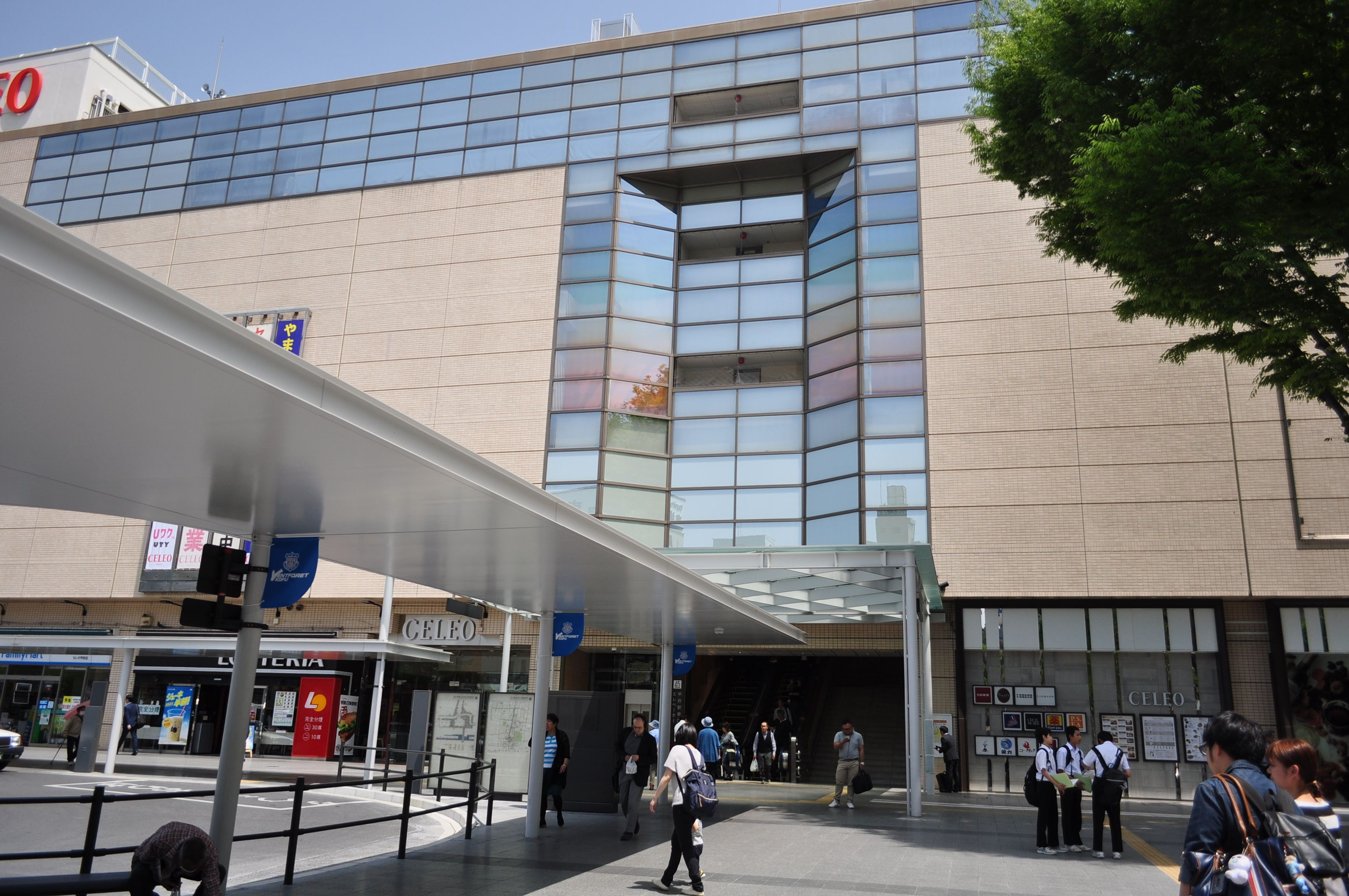
南口入口（2018年5月）
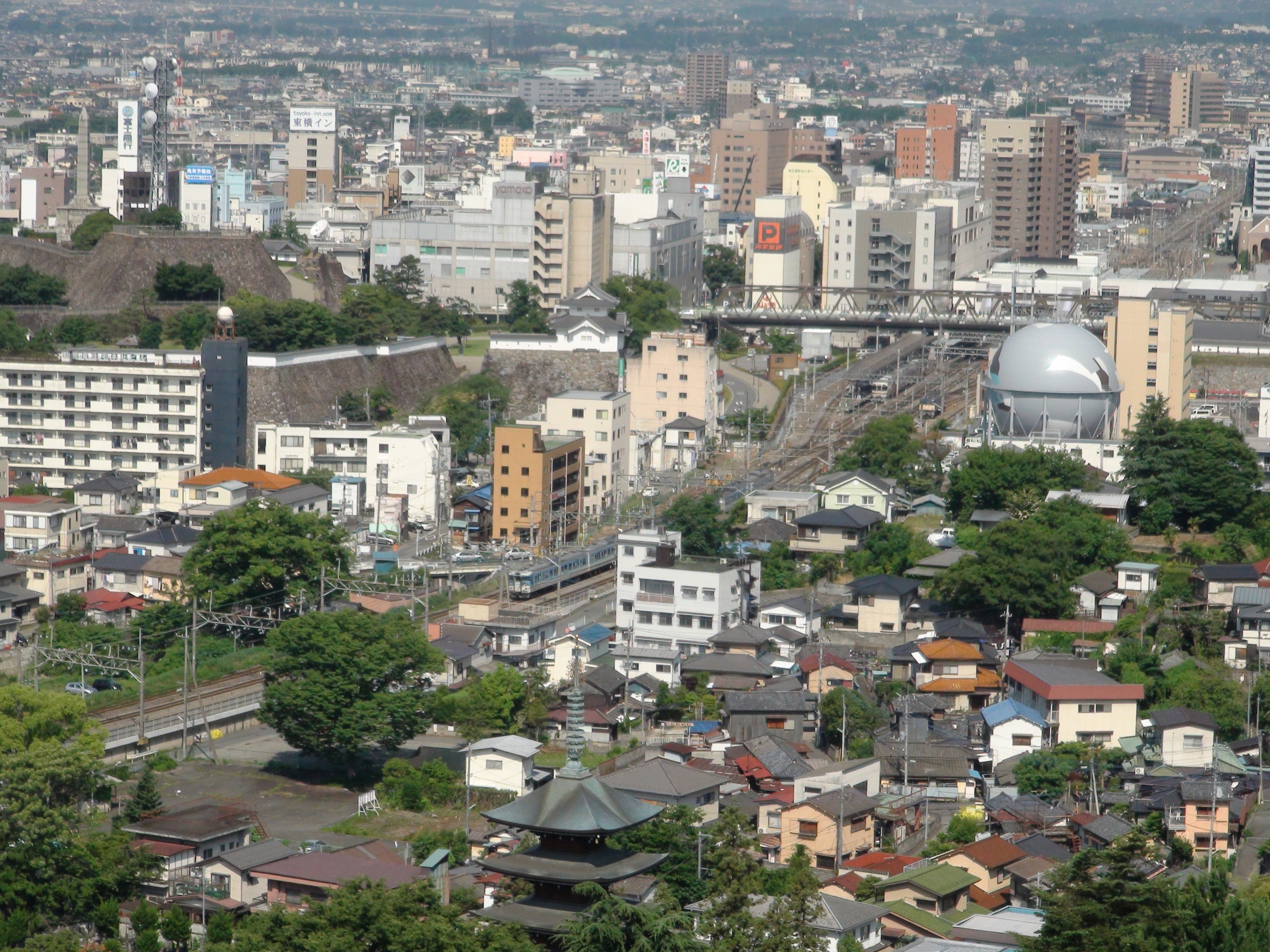
甲府城（舞鶴城）跡に隣接した駅の構造。
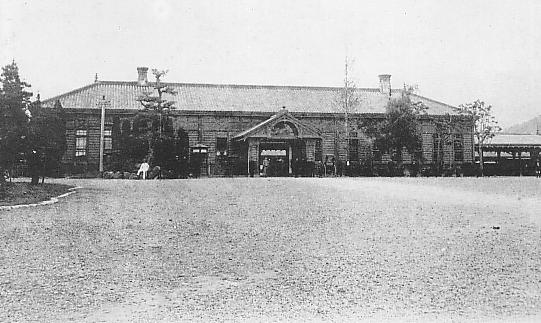
1903年頃の甲府駅。
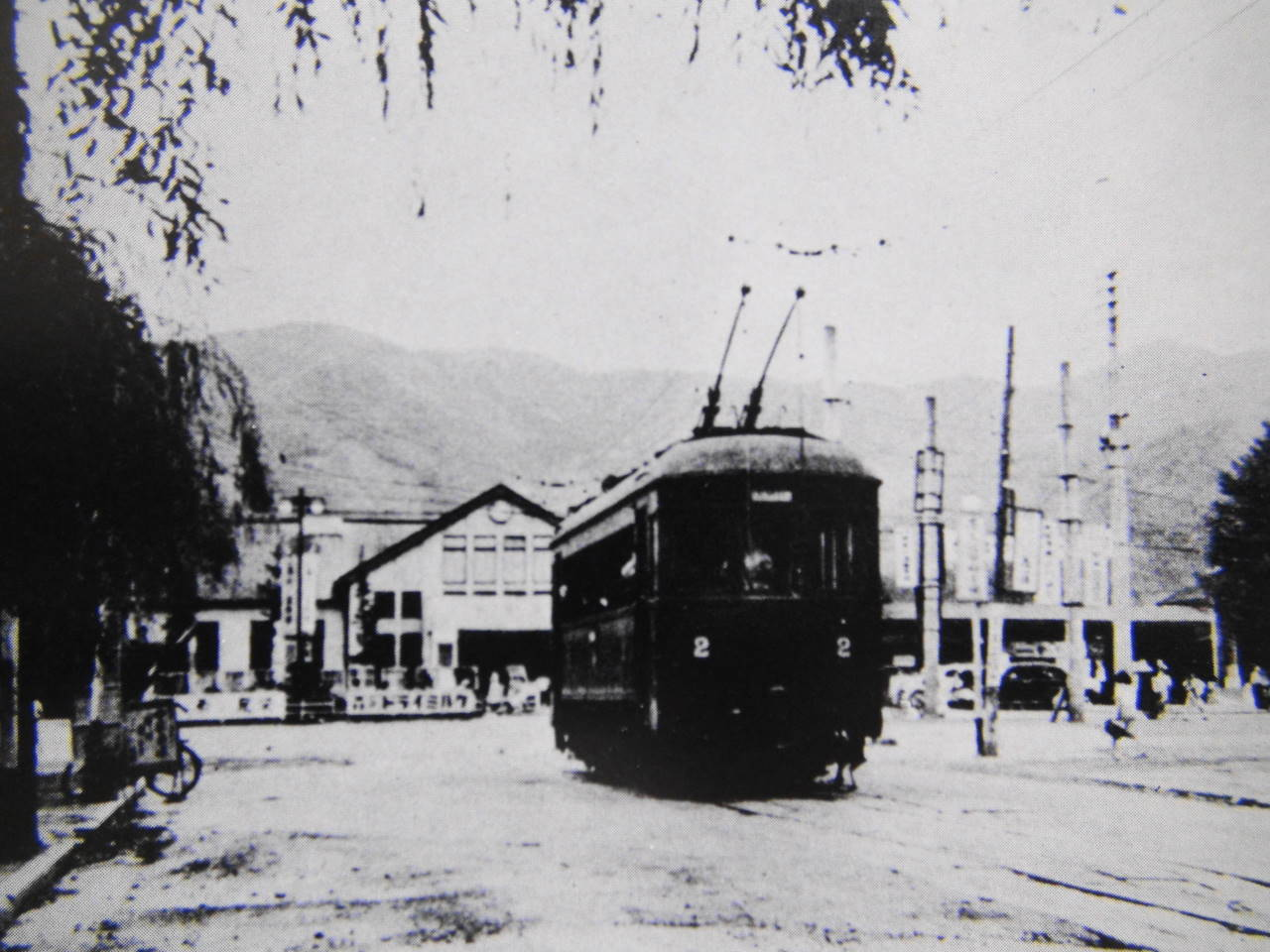
1946年頃の甲府駅、前を走る電車は山梨交通電車線。
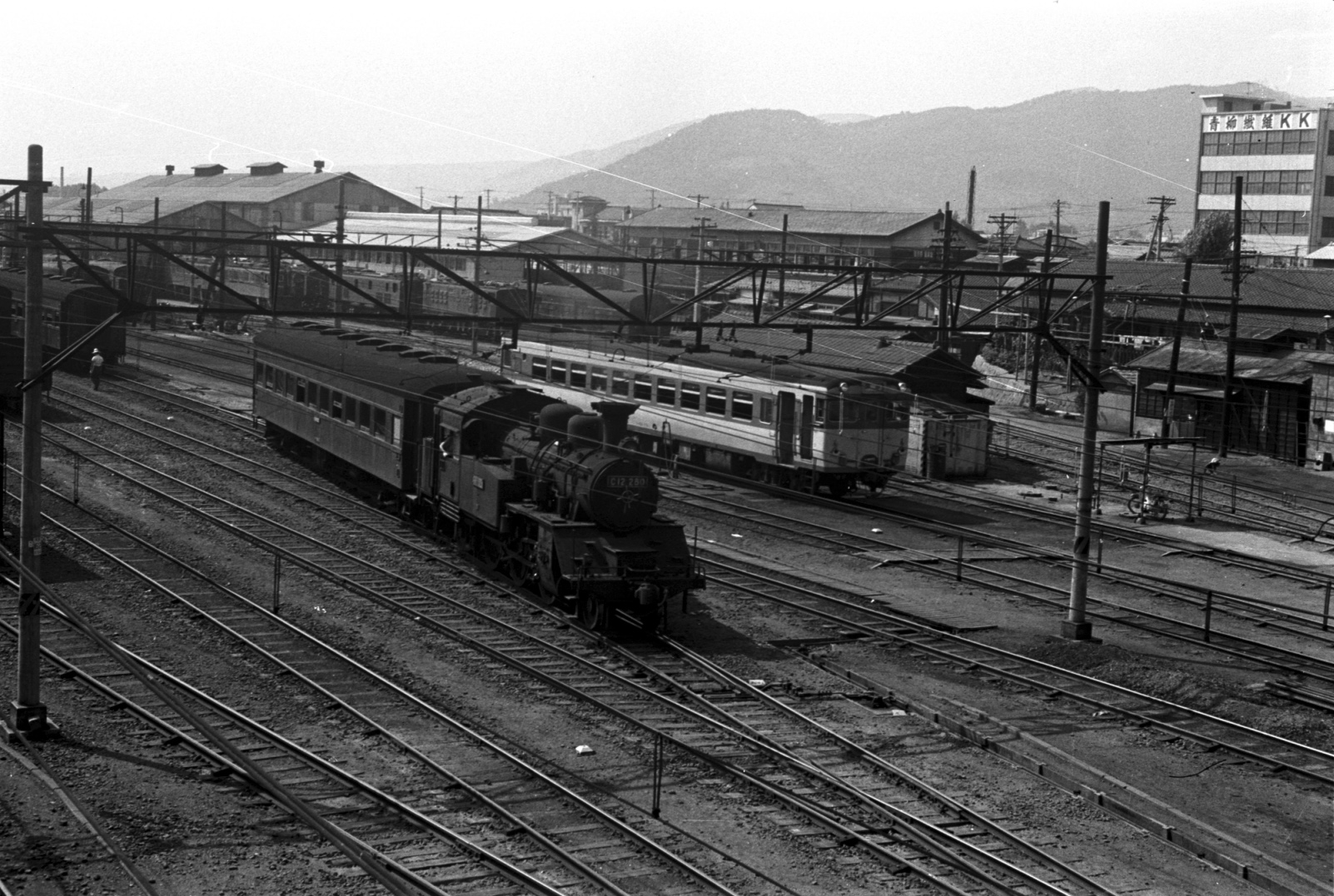
1966年7月の甲府駅、場内跨線橋上から北側の甲府機関区を撮影。
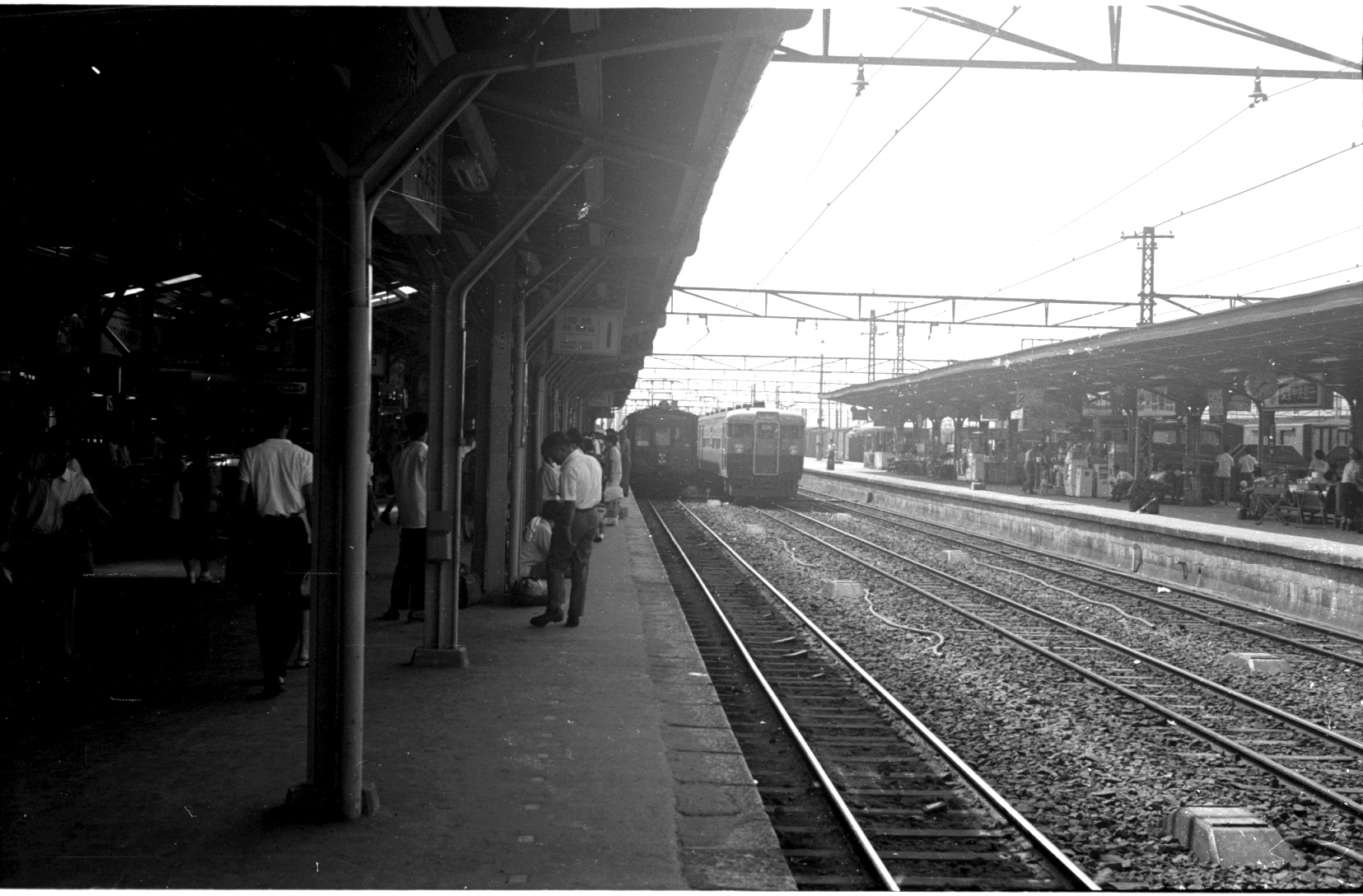
1966年7月の甲府駅、1番線大月方から韮崎方向を撮影。
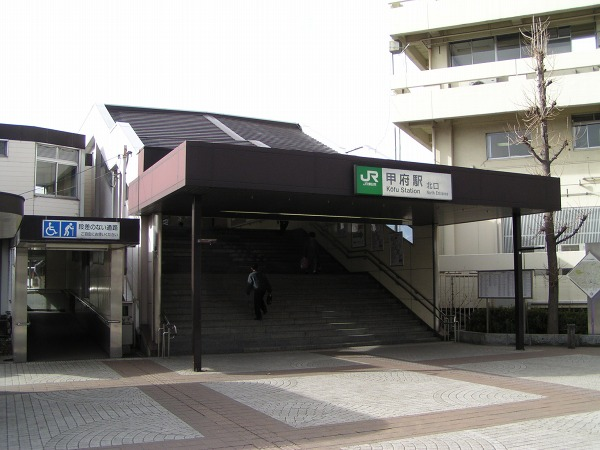
旧北口（2006年1月）

## 駅構造
地上駅であり、舞鶴城跡の一部にある。南口に接して単式ホーム1面1線、その北側に島式ホーム1面2線が置かれ、南口側から1番線、2番線、3番線の順に付番されている。さらに単式ホームの東京方が切り欠かれ、切欠き部を挟む形で身延線用の2線があり、計2面5線となる。身延線用の切欠きホームのうち1番線に近い方が5番線、南口に近い方が4番線である。
構内北側に日本国有鉄道（国鉄）甲府機関区が、南口ロータリーの西側には1面2線の貨物ホームや貨車仕分け線などがあった。コンテナなども取り扱う大規模な駅であったが、1984年（昭和59年）に貨物取り扱いは廃止され、その後1988年（昭和63年）に新たなコンテナ取り扱い駅として竜王駅が整備された。その後、身延線ホームが国鉄清算事業団の所有地で再開発の対象地域であることから、従来のホームより中央本線寄りに新しく島式1面2線、幅6メートルで有効長110 mのホームを建設し、1989年（平成元年）12月に移転した。なお、機関区跡地の再開発は長年にわたりロータリーのみで進展がなかったが、2005年（平成17年）より本格的な整備が行なわれ、跡地は現在NHK甲府放送局や甲府地方合同庁舎などが設置された（これまでのロータリーも改修されている）。
ホーム上は1番線に屋内待合室・喫煙室、2・3番線にKIOSK・駅弁販売所・屋内待合室・喫煙室が設置されている。一方、4・5番線にはベンチと自動販売機のみ設置されている。現駅舎竣工から長らく改札内コンコースを結んでいたのは階段のみであったが、バリアフリー対応の一環で2010年（平成22年）7月15日までに1番線新宿方面および2・3番線松本方面にエレベーターとエスカレーターが設置された。
橋上駅舎を有しており、駅事務室、みどりの窓口、自動改札機、南口の駅ビル「セレオ甲府」の2階に接している。北口へは橋上駅舎から跨線橋が伸びており、通路には和菓子屋、コインロッカーとVIEW ALTTE（ATM）、証明写真機が設置されている。改札内にはNewDays（コンビニエンスストア）、そば屋、駅弁販売所がある。改札外には、2021年（令和3年）4月7日に、店舗「カフェ＆ワインバー 葡萄酒一番館」が開業した。
近距離乗車券などの自動券売機には、JR移行直後にはJR東日本区間とJR東海区間を区別する機能があった。
東京圏輸送管理システム（ATOS）が導入されている最西端の駅である。
駅ビルは1986年（昭和61年）の「かいじ国体」開催にあわせ、1985年（昭和60年）10月に「エクラン」として改築完成したものである。以前は戦前からの木造平屋の駅舎を持ち、1番線を除く中央本線各ホームへは跨線橋で連絡していた。2015年（平成27年）3月13日に「セレオ甲府」として改装オープンし、同年4月17日にグランドオープンした。
甲府統括センターの拠点駅である。直営駅で、春日居町駅 - 塩崎駅間の各駅を管理する。

### のりば
| 番線 | 路線     | 方向 | 行先                         | 備考               |
| ---- | -------- | ---- | ---------------------------- | ------------------ |
| 1    | 中央本線 | 下り | 小淵沢・塩尻・松本・長野方面 | 一部列車は2・3番線 |
| 2・3 | 中央本線 | 上り | 大月・八王子・新宿・東京方面 | 一部列車は1番線    |
| 4・5 | 身延線   |      | 身延・富士方面               |                    |

付記事項
- 特急「かいじ」の定期列車は、竜王駅発着の一部を除き、当駅が始発・終点となっている。
- 静岡方面の特急「ふじかわ」はすべて4番線から発車する。
- 身延線については駅ナンバリングの対象外であるため、現地の案内ではJR東海のコーポレートカラーであるオレンジ（■）で表記されている。

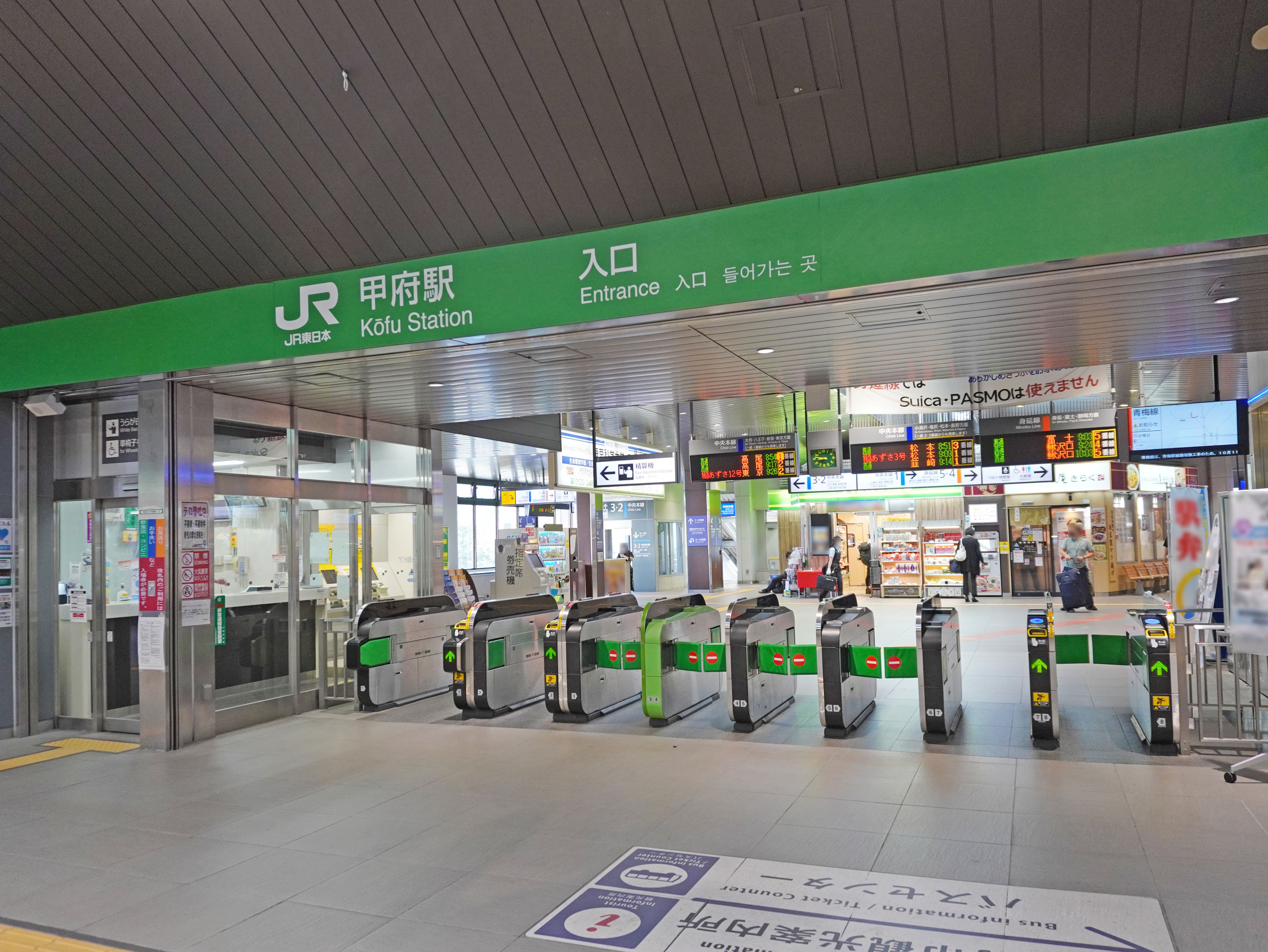
改札口（2022年10月）
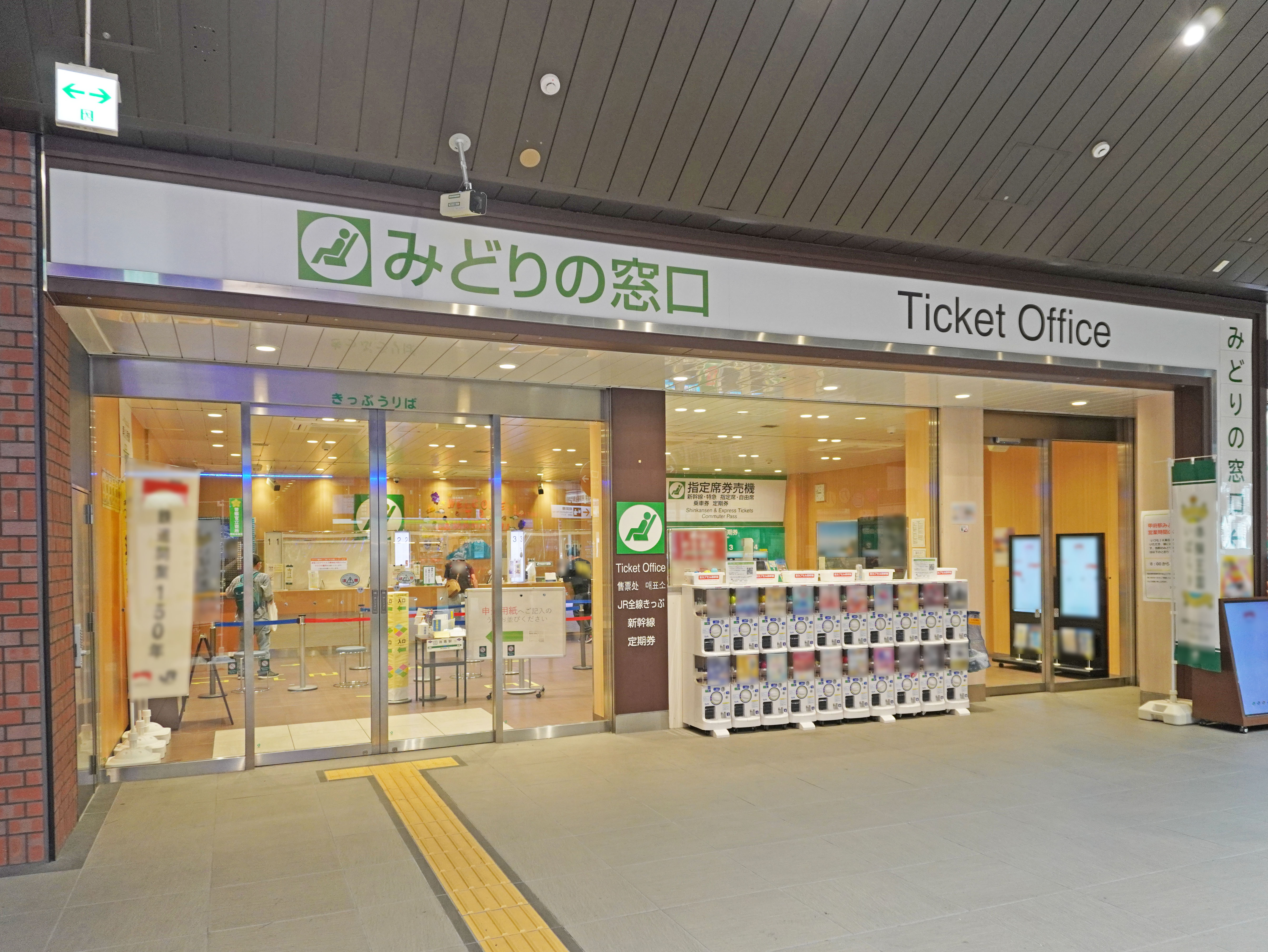
みどりの窓口（2022年10月）
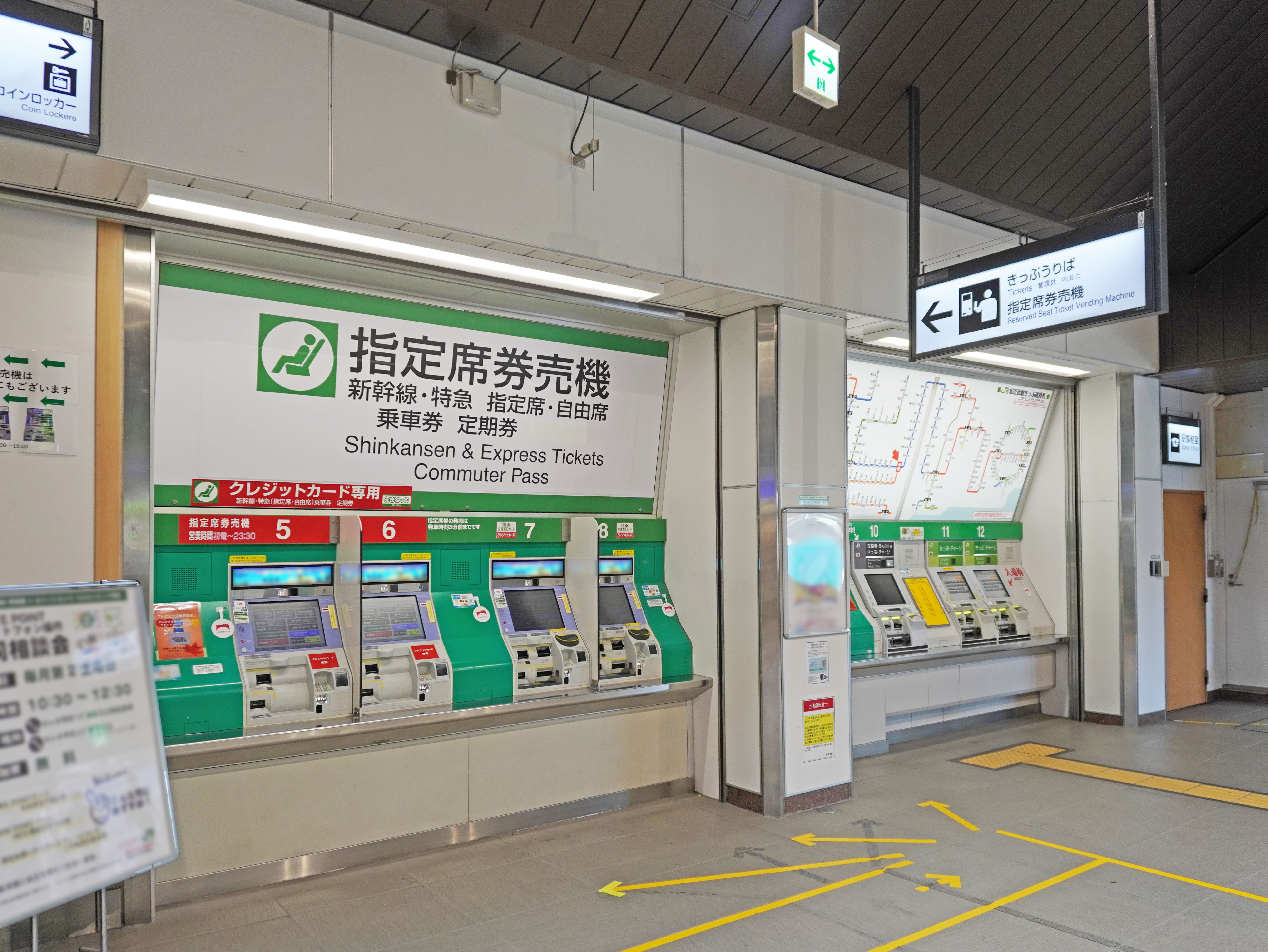
自動券売機（2022年10月）
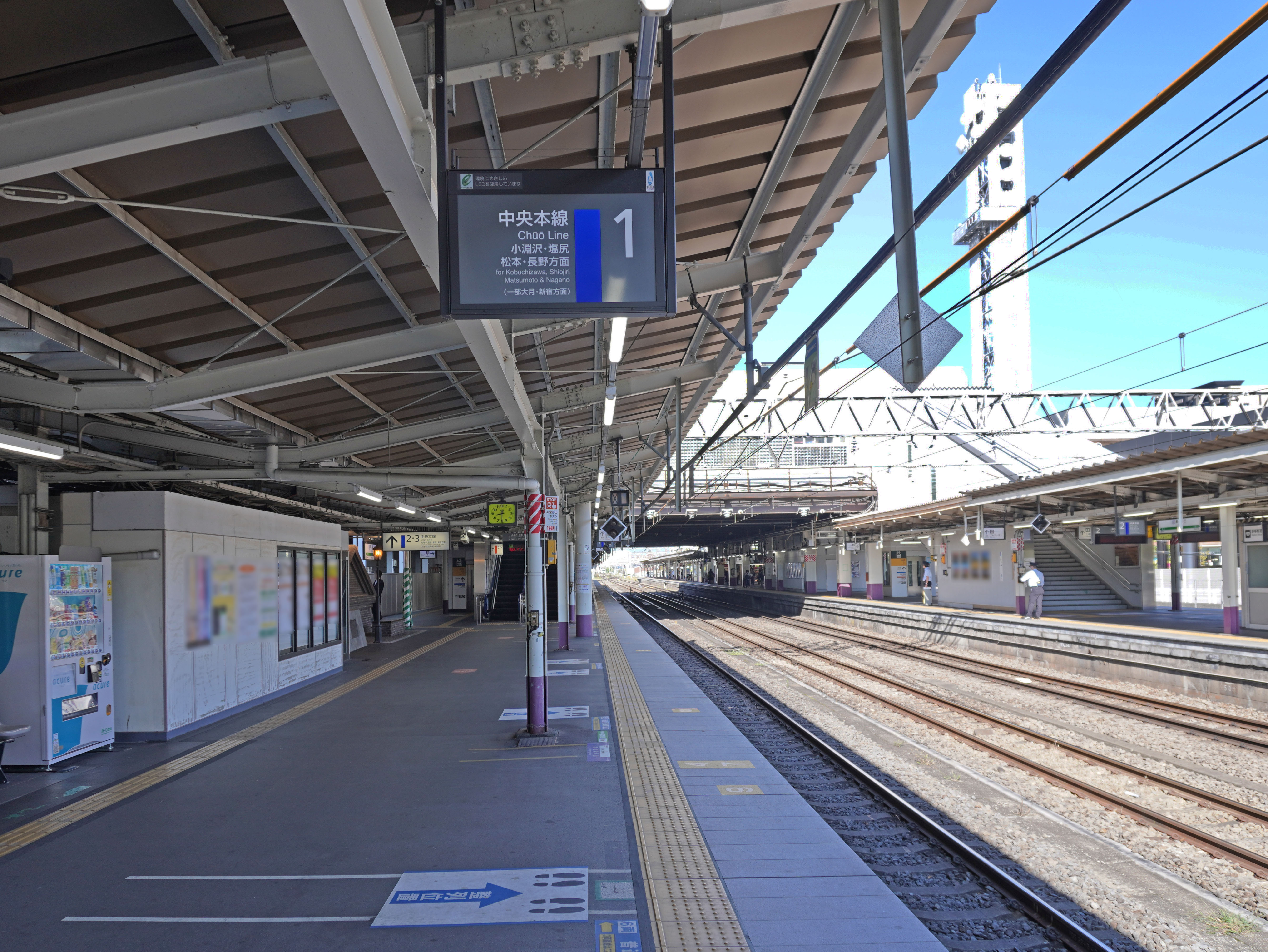
1番線ホーム（2022年10月）
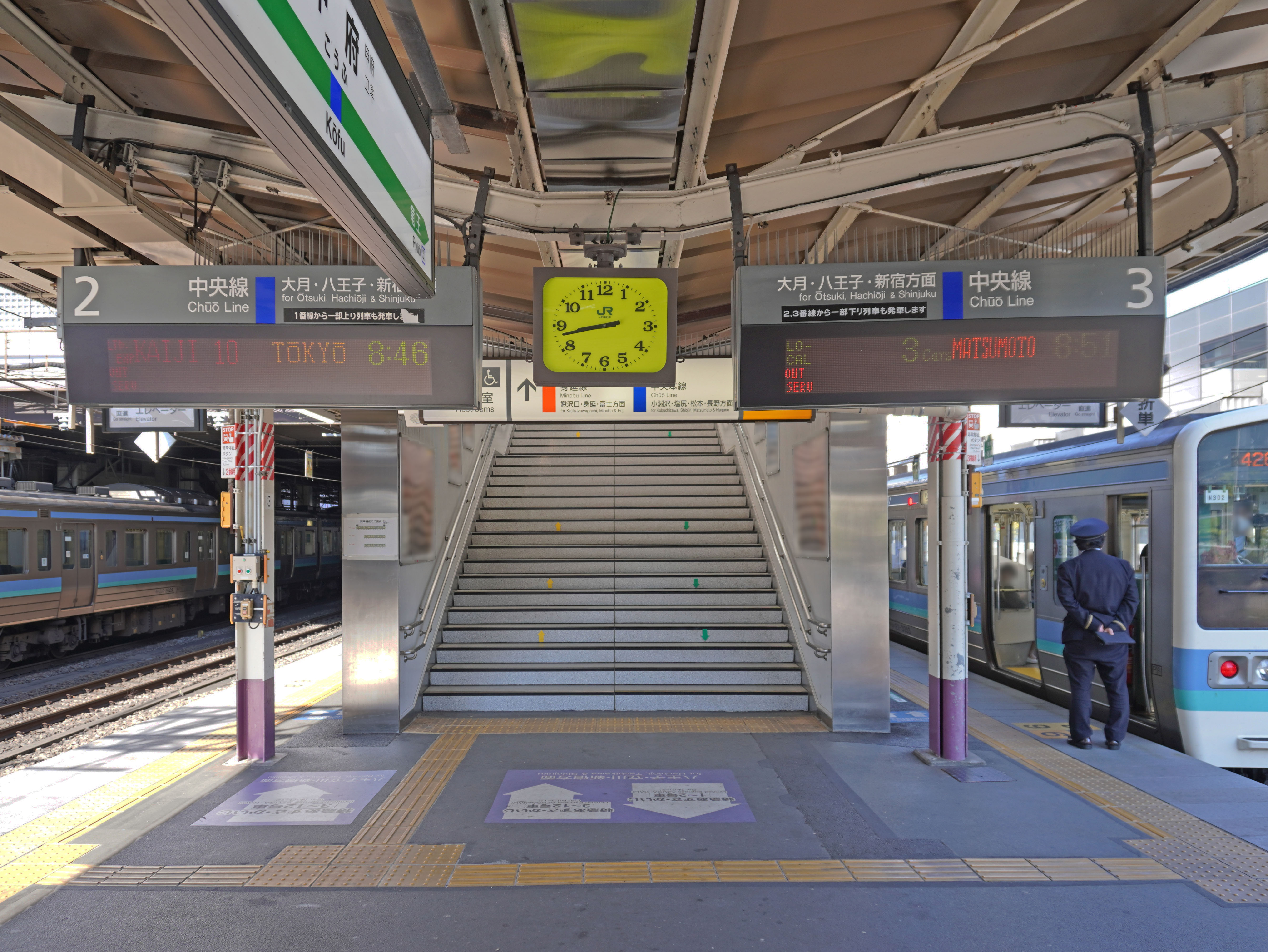
2・3番線ホーム（2022年10月）
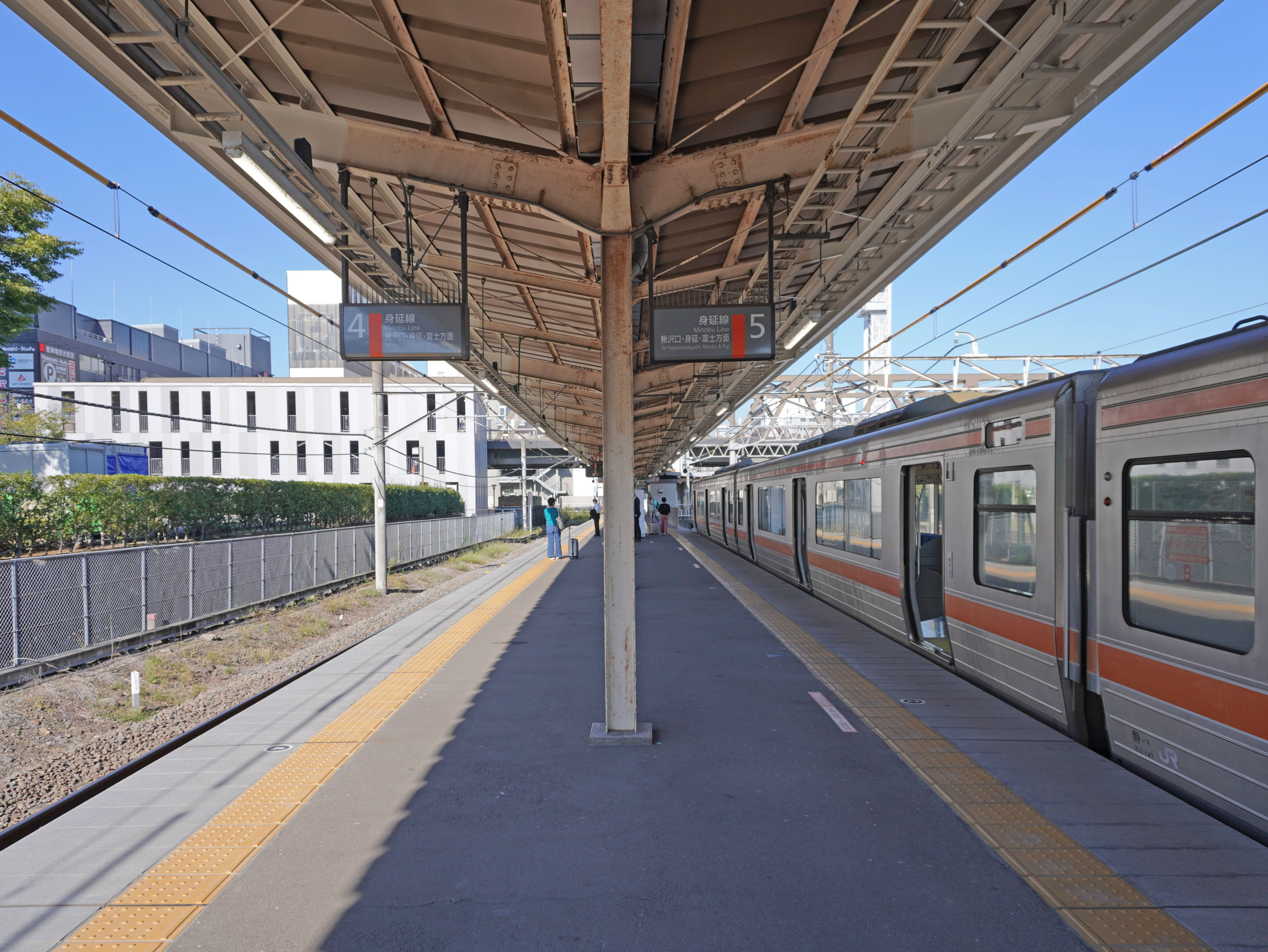
4・5番線ホーム（2022年10月）
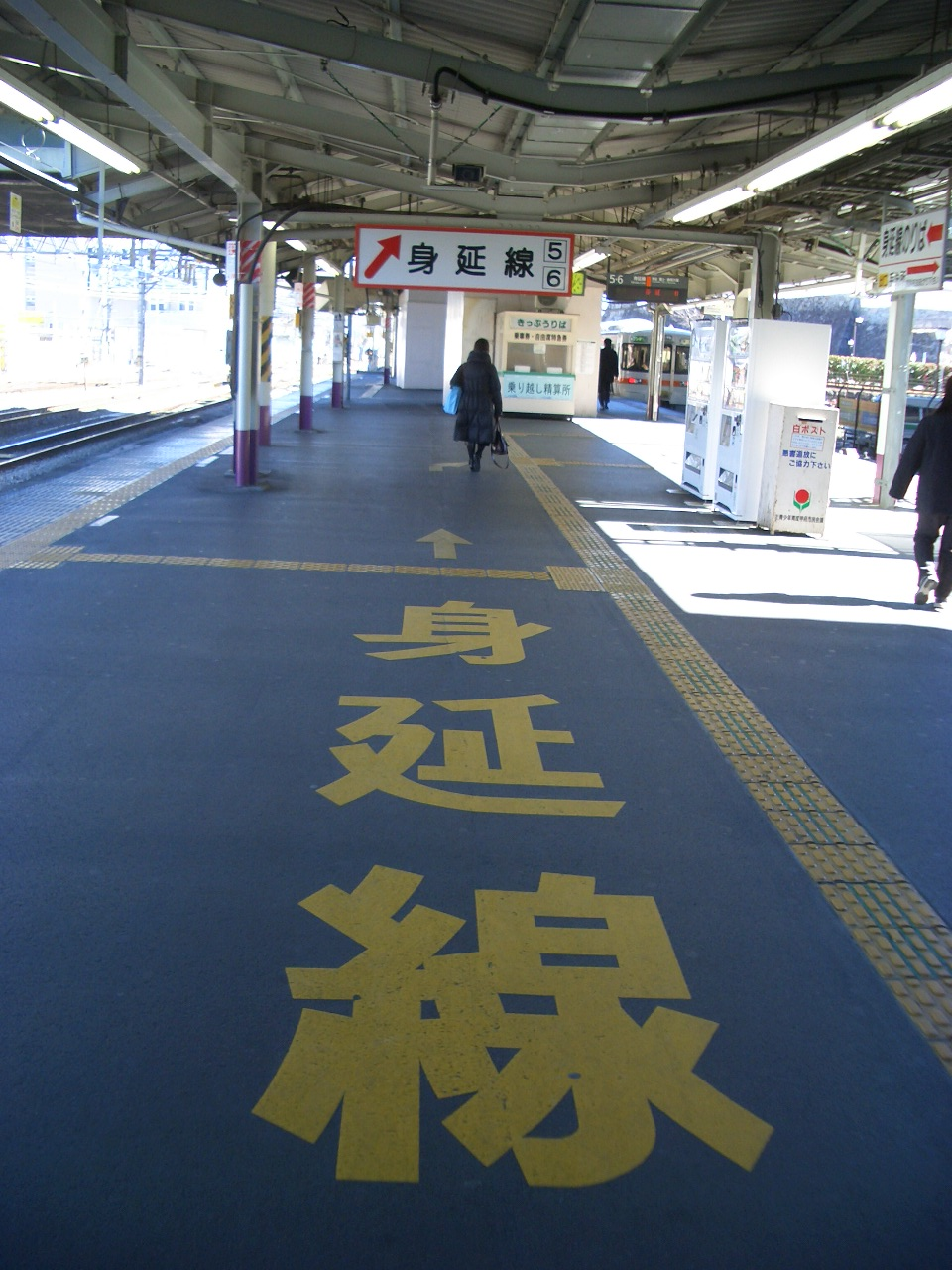
1番線ホーム上の、4・5番線ホームへの案内表示（2009年2月）
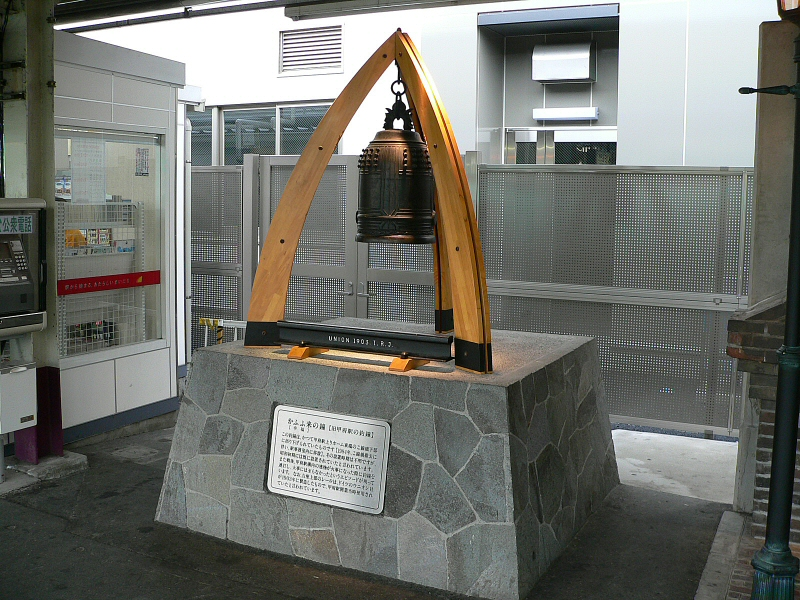
1番線ホームにある釣鐘（2007年12月）
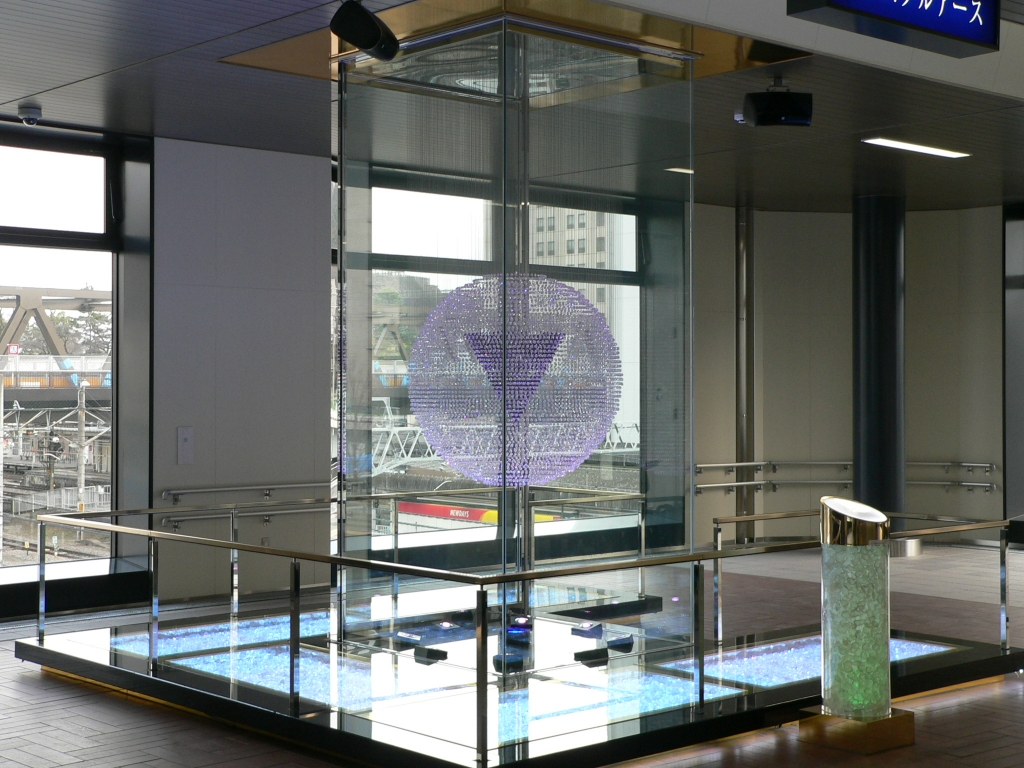
北口の待合広場にあるクリスタルアース（2010年12月）
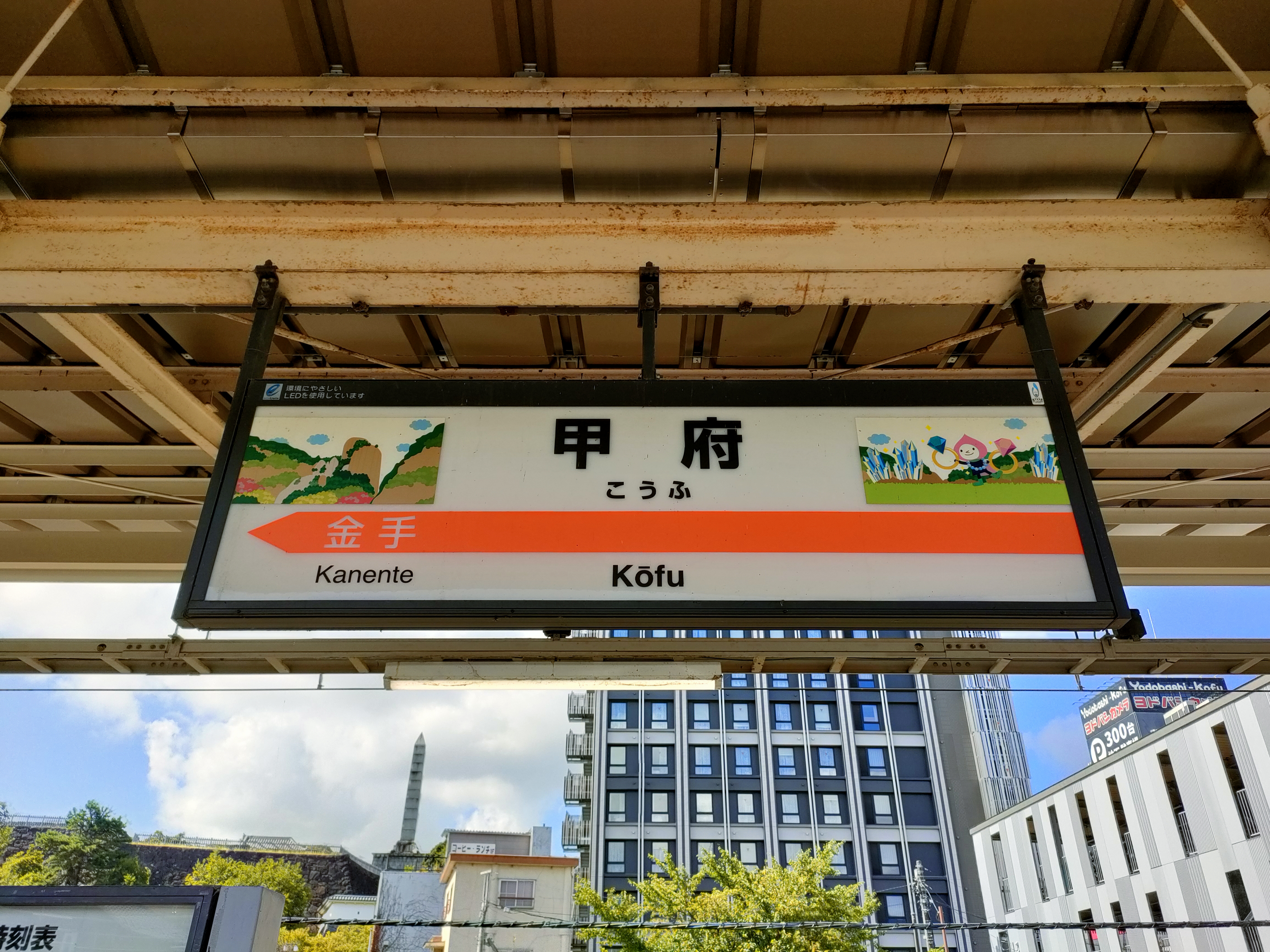
身延線ホーム 駅名標（2023年）

### 発車メロディ
1 - 3番線では長らくカンノ製作所制作の発車メロディを使用していたが、2010年（平成22年）6月5日にスイッチ制作のものに変更されている。
2025年（令和7年）6月17日にJR東日本が管理するJRE-IKSTシリーズに変更された。
4・5番線ではJR東海の内規に従い、発車ベルを使用している（ワンマン運転の列車では車載メロディを使用する）。
| 1    |                              | JRE-IKST-012-02(首都圏9-1番) |
| 2    | JRE-IKST-012-01(首都圏9番)   |                              |
| 3    | JRE-IKST-012-03(首都圏9-3番) |                              |
| 4・5 |                              | ベル（高音）                 |

## 駅弁
甲府駅では1990年代まで日食甲陽軒によって数種類の駅弁が販売されていたが、2002年（平成14年）に日本レストランエンタプライズ（NRE。現在はJR東日本クロスステーション）へ吸収合併され、一時期駅弁が取り扱われない時期があった。
2003年（平成15年）にNREの子会社であるNRE大増（現在は日本ばし大増）と小淵沢駅を拠点にしている丸政がNREに委託という形で駅弁販売を再開した。NRE大増は尾久駅近くにある第一工場にて製造した駅弁、丸政は「高原野菜とカツの弁当」や「元気甲斐」を販売していたが、どちらも数に限りがあり繁忙期などでは売り切れになりやすかった。
NRE大増が甲府駅での駅弁販売から撤退し駅弁取扱は丸政のみとなったが、2018年（平成30年）12月には改札口脇（改札内）に、2019年（令和元年）6月には2・3番線ホーム上に丸政直営店舗「MASAICHI」が出店。甲府駅での駅弁の種類が増えたほか、軽食・飲料・土産物等を購入できるようになった（2・3番線ホームの店舗は閉店し、コーヒースポットになっている）。
主な駅弁は下記の通り。
- そば屋の天むす（5ヶ入り）
- ワインのめし
- 元気甲斐

## 利用状況
JR東日本集計による2社をあわせた2023年度（令和5年度）の1日平均乗車人員は13,393人である。なお、この数字には降車客や2社間乗り換え客は含まれない。山梨県内の駅では最多。
2000年度（平成12年度）以降の推移は以下のとおりである。
| 1日平均乗車人員推移 | 1日平均乗車人員推移 | 1日平均乗車人員推移 | 1日平均乗車人員推移 | 1日平均乗車人員推移 |
| 年度                | 定期外              | 定期                | 合計                | 出典                |
| ------------------- | ------------------- | ------------------- | ------------------- | ------------------- |
| 2000年（平成12年）  |                     |                     | 16,910              | [ JR 2 ]            |
| 2001年（平成13年）  |                     |                     | 16,291              | [ JR 3 ]            |
| 2002年（平成14年）  |                     |                     | 15,303              | [ JR 4 ]            |
| 2003年（平成15年）  |                     |                     | 14,976              | [ JR 5 ]            |
| 2004年（平成16年）  |                     |                     | 14,717              | [ JR 6 ]            |
| 2005年（平成17年）  |                     |                     | 14,585              | [ JR 7 ]            |
| 2006年（平成18年）  |                     |                     | 14,425              | [ JR 8 ]            |
| 2007年（平成19年）  |                     |                     | 14,496              | [ JR 9 ]            |
| 2008年（平成20年）  |                     |                     | 14,239              | [ JR 10 ]           |
| 2009年（平成21年）  |                     |                     | 13,897              | [ JR 11 ]           |
| 2010年（平成22年）  |                     |                     | 13,869              | [ JR 12 ]           |
| 2011年（平成23年）  |                     |                     | 13,608              | [ JR 13 ]           |
| 2012年（平成24年）  | 7,727               | 6,549               | 14,277              | [ JR 14 ]           |
| 2013年（平成25年）  | 7,717               | 6,839               | 14,556              | [ JR 15 ]           |
| 2014年（平成26年）  | 7,792               | 6,563               | 14,355              | [ JR 16 ]           |
| 2015年（平成27年）  | 8,064               | 6,619               | 14,683              | [ JR 17 ]           |
| 2016年（平成28年）  | 8,080               | 6,716               | 14,797              | [ JR 18 ]           |
| 2017年（平成29年）  | 8,191               | 6,899               | 15,090              | [ JR 19 ]           |
| 2018年（平成30年）  | 8,160               | 7,004               | 15,165              | [ JR 20 ]           |
| 2019年（令和元年）  | 7,178               | 7,067               | 14,246              | [ JR 21 ]           |
| 2020年（令和02年）  | 3,176               | 5,732               | 8,909               | [ JR 22 ]           |
| 2021年（令和03年）  | 4,133               | 6,009               | 10,142              | [ JR 23 ]           |
| 2022年（令和04年）  | 5,689               | 6,201               | 11,890              | [ JR 24 ]           |
| 2023年（令和05年）  | 6,907               | 6,485               | 13,393              | [ JR 1 ]            |

### 身延線の運賃精算に関する状況
身延線の無人駅から当駅まで乗車した場合は、整理券が自動精算機に対応していないことから有人改札口で精算を行う必要があり、特に朝ラッシュ時は長蛇の列が1番線ホームまで延びる光景がよく見られる。この件に関しては、当駅はJR東日本が駅業務を行っているため、他社が原因の問題に抜本的な対処ができずにいた（JR各社間の取り決めにより、共同使用駅の改札口で徴収する税抜き運賃3,000円までは、改札業務を行う会社（甲府駅はJR東日本）の収入となる）。東日本旅客鉄道労働組合東京地方本部は、2021年（令和3年）3月4日付の組合員向ニュースにて、ワンマン・無人駅での運賃取りこぼしや清算遅延対策として、中間改札の設置を提言している。
2024年（令和6年）より当駅自社線部分にてJR東海自身が「当駅下車限定」で臨時有人精算所を設置して混雑対策を図ることになった。自社線完結の精算とはいえ、JR同士の共同使用駅で管理していない側のJR会社が運賃収受を行うことは極めて稀なことである。
2025年10月1日より鰍沢口駅までのTOICA（およびsuica、PASMOなど相互ICカード）の利用が可能になるが、利用条件は以下の表の通りとなる。
| 利用区間                                       | 利用可否 | 補足 |
| ---------------------------------------------- | -------- | --- |
| 金手駅から鰍沢口駅間身延線内各駅発着           | 〇       | エリア内はTOICA対応簡易改札機が設置される。 |
| 落居駅から沼久保駅間身延線内各駅発着           | ×        | TOICAエリア対象外のため甲府駅から乗降駅までの全区間の切符または磁気定期券が必要。                                                                  |
| 西富士宮駅以遠のJR東海管内各駅発着             | 〇       | TOICAエリア間を跨っての利用は可能。但し発着地がTOICAエリア対象外の場合は×。                                                                        |
| 身延線と中央本線を甲府駅乗り換えで利用する場合 | 〇       | 甲府駅で一度入出場手続き（TOICA機能とsuica機能の切り替え）が必要。但し、甲府駅を跨って経由する有効な定期券を所持している場合は入出場手続きは不要。 |

## 駅周辺

### 南口
駅南口には、武田信玄公の銅像やヨドバシ甲府（旧・山交百貨店）を左右に見る駅前広場と、バス・タクシーの発着場である公共交通ロータリー、それに一般車専用のロータリーが整備されている。また、駅前広場から南に伸びる大通りは「平和通り」と呼ばれ、商業ビルや金融機関などが軒を連ねている。
第二次世界大戦後、南口駅前広場中央部には噴水、武田信玄公像、宝石をあしらったモニュメントが設置されていた。当時、武田信玄公像は南向き、すなわち平和通りの方を真直ぐ向き、甲府市の繁華街を見下ろす形で立っていたが、駅舎改築時に駅前広場の若干西側（竜王側）に移されている。噴水は1985年（昭和60年）の駅舎改築工事、モニュメントは2015年（平成27年）の駅前ロータリー改修工事開始を機に撤去されたが、2019年（令和元年）11月にダイヤモンドリングを模したオブジェが新たに設置されている。
かつての駅前ロータリーは、バスターミナルへ向かう高速バスや路線バスと、タクシーや一般車両の交通が混在していたため、自動車の往来が非常に激しかった。また、駅からバスターミナルへ向かう際は横断歩道を渡る必要があった。そのため、甲府駅南口周辺整備事業による再開発で駅前広場やバスターミナルの再整備が行われ、2015年（平成27年）7月15日から一般車ロータリーが、2016年（平成28年）9月7日から公共交通ロータリー（バスターミナル）が全面供用を開始した。

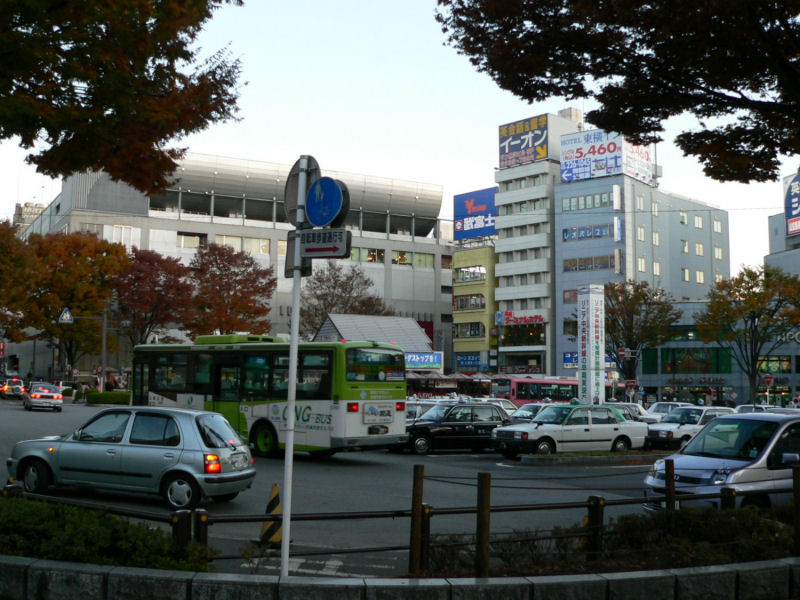
南口駅前ロータリー（2005年11月）
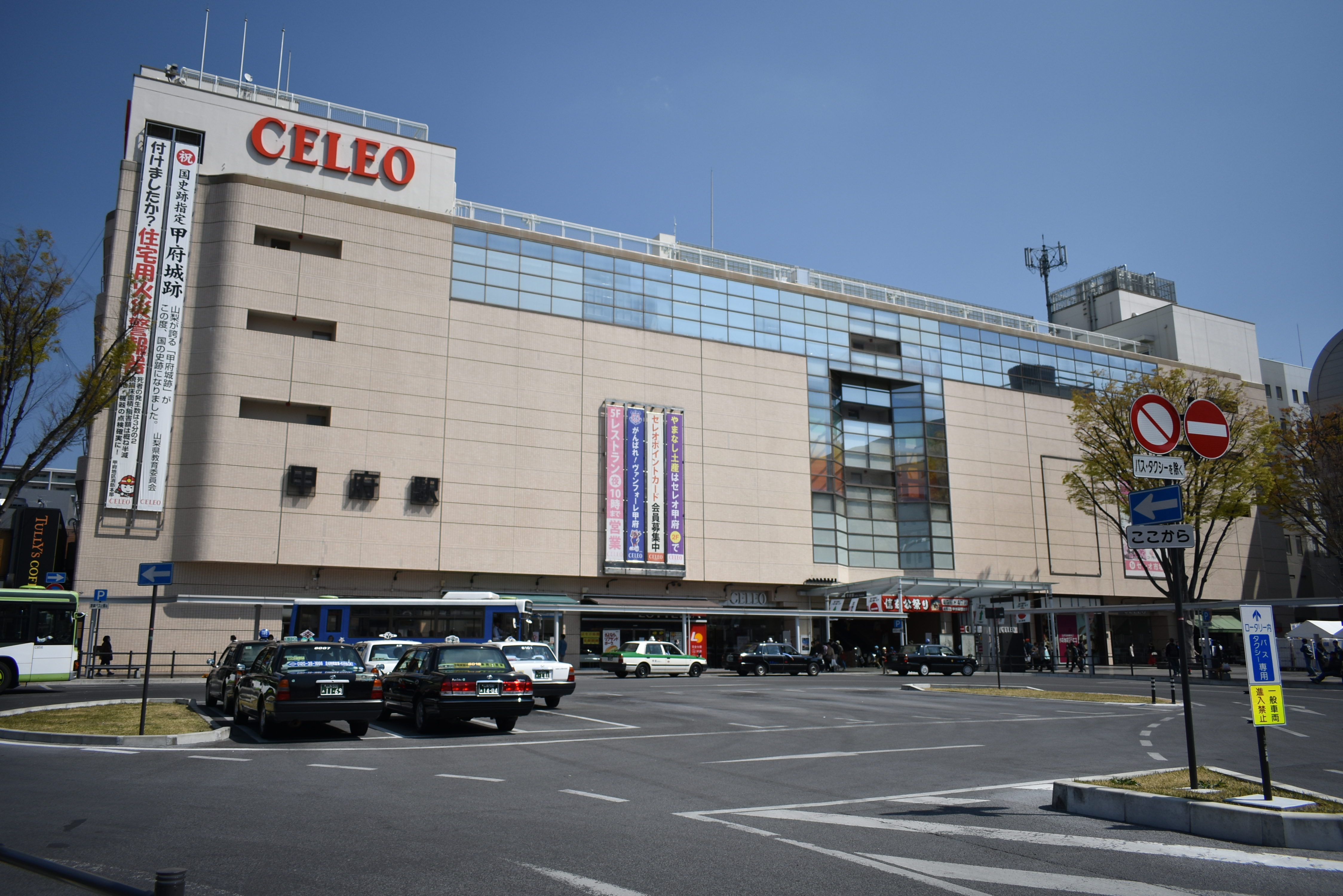
南口駅ビル「エクラン」（現・「セレオ甲府」）（2019年4月）
武田信玄公之像

史跡・観光名所
- 甲府城（舞鶴城公園）
- 甲府市遊亀公園・附属動物園

複合施設
- ココリ
  - 岡島（商業施設）
  - 山梨県立宝石美術専門学校（教育機関）

役所・公共機関
- 山梨県庁[22]
- 甲府市役所[22]
- 山梨県警察本部
- 甲府警察署
- 甲府地方裁判所
- 日本銀行甲府支店
- 山梨県立県民文化ホール

郵便局・金融機関
- 山梨中央銀行本店
- みずほ銀行甲府支店
- 三井住友銀行甲府支店
- りそな銀行甲府支店
- 甲府信用金庫本店
- 山梨県民信用組合本店

大型商業・宿泊施設
- セレオ甲府（駅ビル）
- 甲府駅バスターミナル
- ヨドバシ甲府（ヨドバシカメラ マルチメディア甲府）[新聞 5]
- 東横イン
  - 甲府駅南口1（旧・甲府舞鶴城公園）
  - 甲府駅南口2（旧・甲府駅前）
- ドーミーイン
  - 甲府（甲府会館跡地）
  - 甲府丸の内（平和通り沿い）
- 甲府ワシントンホテルプラザ
- 城のホテル甲府
- シャトレーゼホテル談露館

教育機関
- 山梨県立大学飯田キャンパス
- 山梨県立中央高等学校
- 甲府市立舞鶴小学校

その他施設
- JR東日本甲府総合事務所（駅隣接。甲府運輸区、甲府保線技術センターなどが入居）

### 北口
1984年（昭和59年）に現在の橋上駅舎が竣工した当時、北口は階段および車椅子用のスロープがあるのみであった。そのため、2008年（平成20年）7月より再開発事業の一環として改修工事が行われ、2010年（平成22年）8月4日に新たな北口が完成した。新北口にはエレベーターとエスカレーターのほか構内に待合広場が設けられ、水晶で作られた「クリスタルアース」と呼ばれる球体のモニュメントや水晶細工などが展示されている。
構内から北（武田通り方面）に伸びるペデストリアンデッキも新たに設置され、甲府市道愛宕町下条線を渡るために歩道橋あるいは横断歩道を渡らなければならないという従来の手間が省けるようになった。ペデストリアンデッキには屋根が取り付けられており、素材は東京ドームの屋根と同じものが使われている。また、駅前広場は「よっちゃばれ広場」と名付けられており、2018年（平成30年）には武田信虎公像が設置された。
北口の改修工事中はやや南東側に「仮北口」が設けられ、スロープの代わりにエレベーターがあったほか、タクシーや自家用車用のロータリーが設置されていた。ただしロータリー規模が小さかったため、バス停は仮北口からやや離れた愛宕町下条線沿いに設置されていた。バス停は新北口の供用開始と同時に北口ロータリーに再移転している。

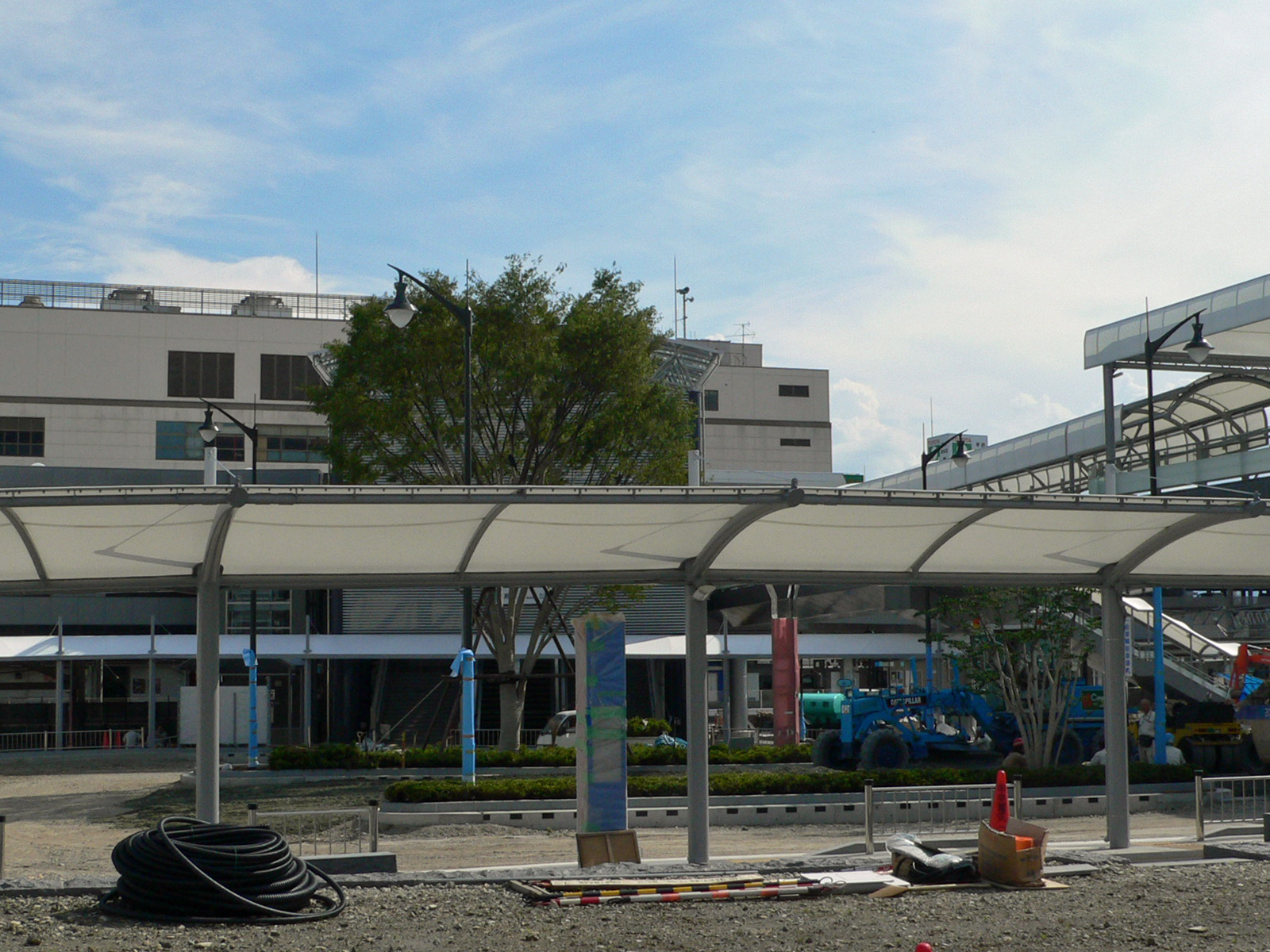
改修中の甲府駅北口とロータリー（2010年7月）
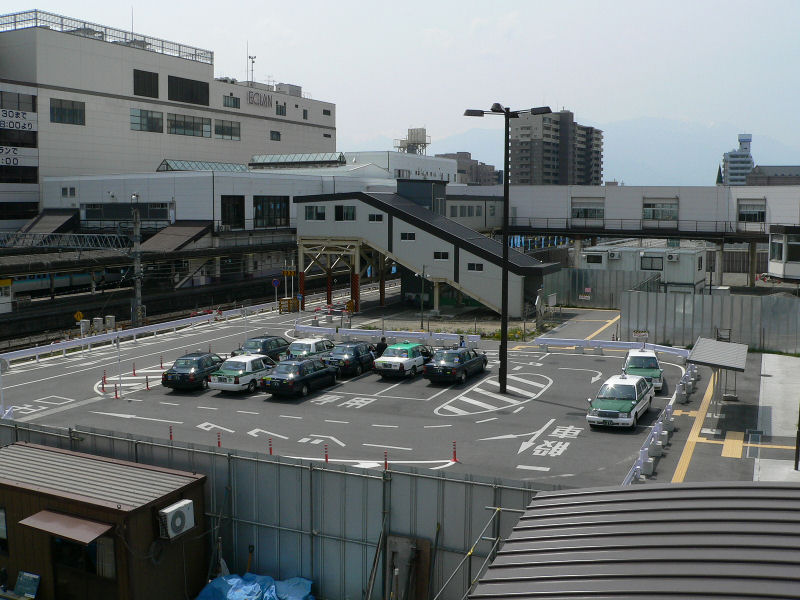
北口改修中に設けられていた仮北口および仮ロータリー（2008年5月）
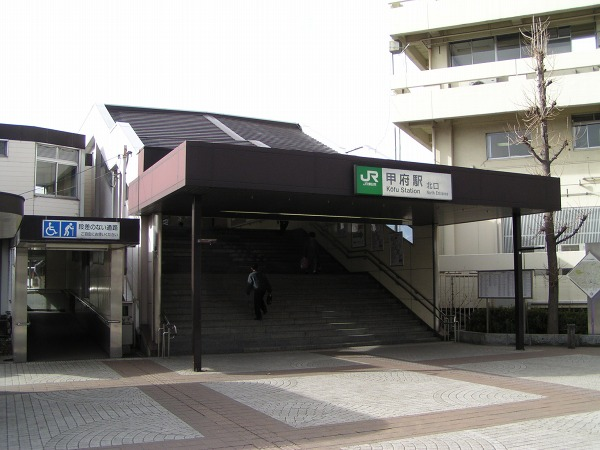
1985年から2008年までの甲府駅北口（2006年1月）
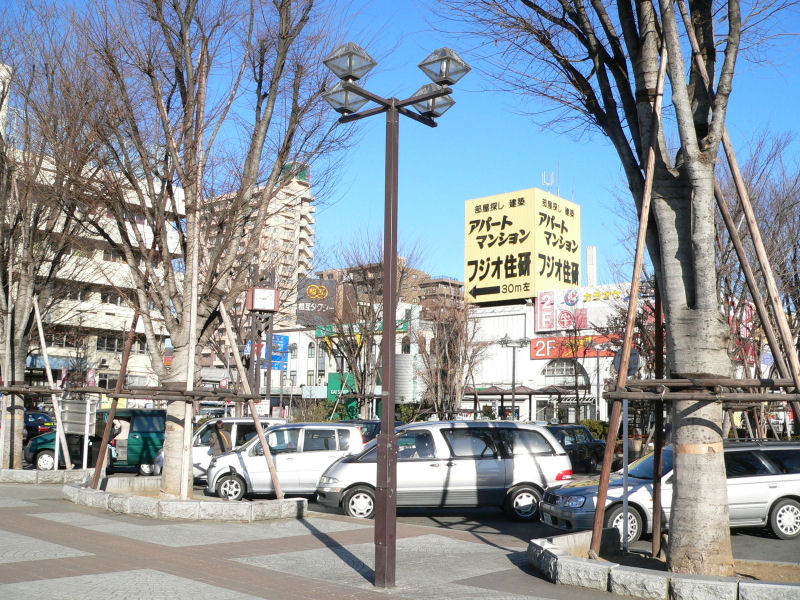
改修前の北口ロータリー（2005年12月）
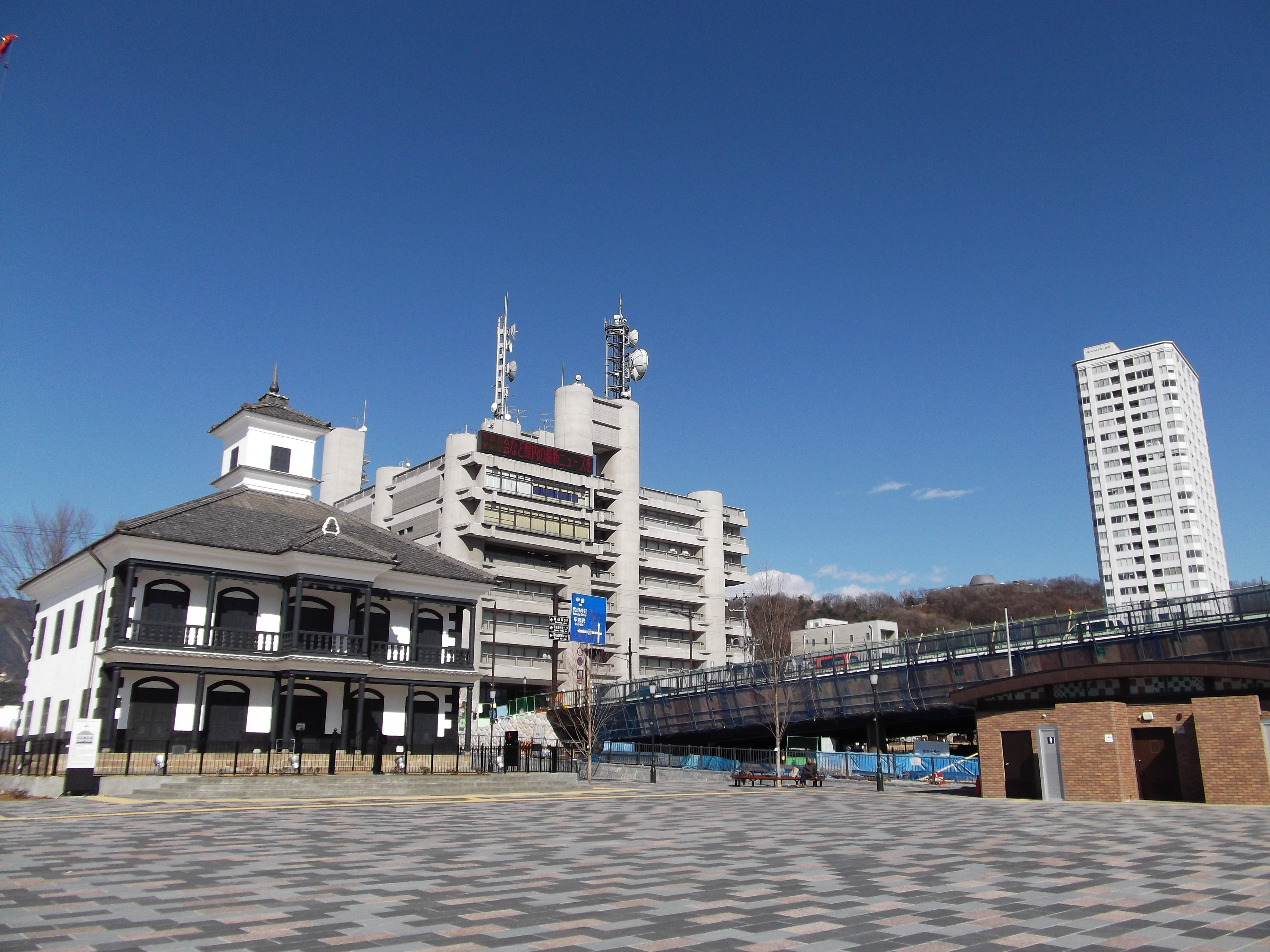
北口駅前広場から北東を望む。建物は左から、甲府市藤村記念館、山梨文化会館、セインツ.25、山梨県立科学館のプラネタリウムも見える（2011年3月）
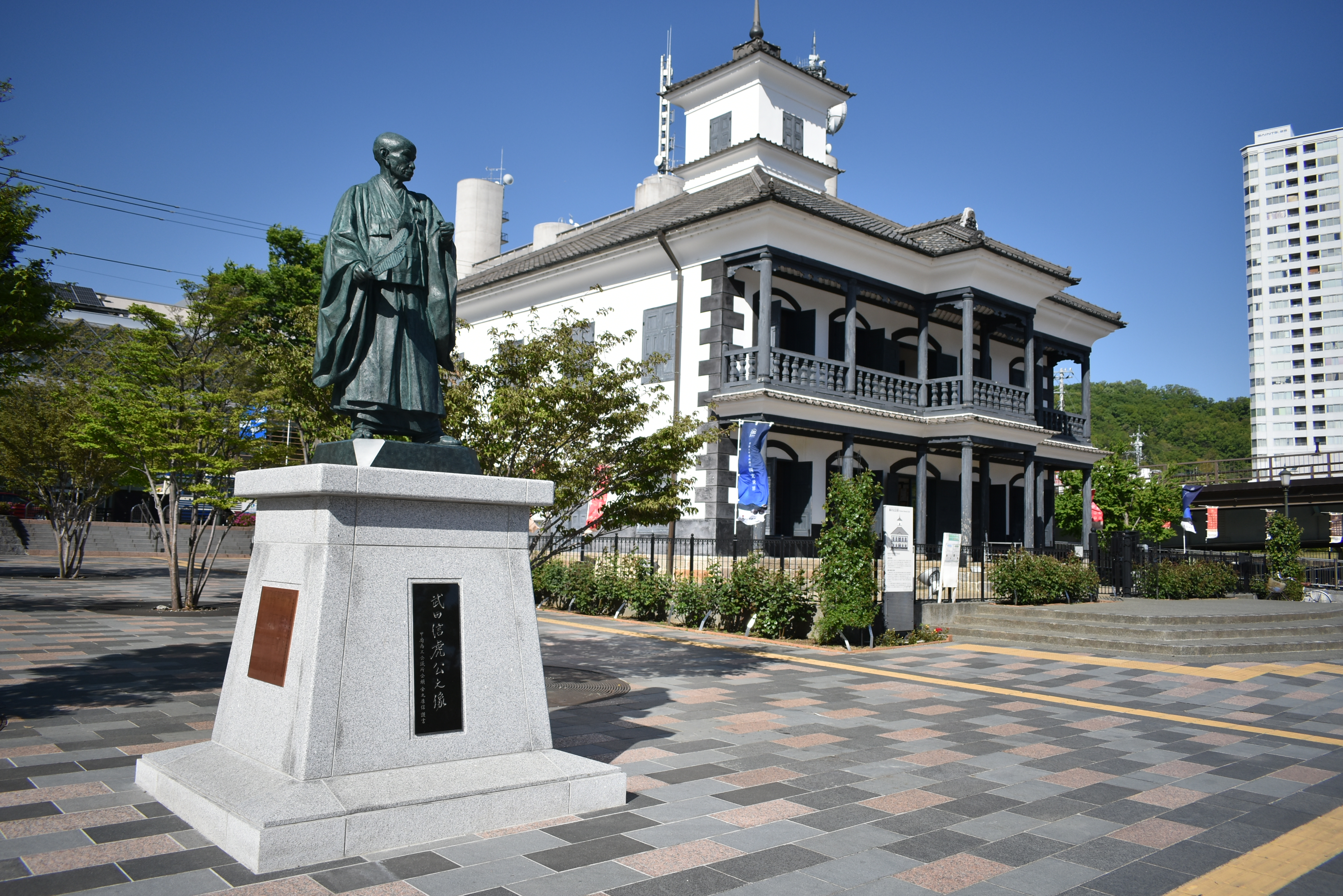
2018年に設置された「武田信虎公之銅像」（2019年5月2日撮影）

史跡・観光名所
- 歴史公園（甲府城山手御門）[22]
- 武田神社
- 愛宕山こどもの国
- 甲府市藤村記念館（旧睦沢学校校舎）[22]
- 御岳昇仙峡（バスで30分）

役所・公共機関・郵便局
- 甲府地区広域行政事務組合中央消防署
- 山梨県立科学館
- 甲府市緑が丘スポーツ公園
- 国立病院機構甲府病院
- 山梨県立図書館[22]
- 日本年金機構甲府年金事務所
- 甲府北口二郵便局

教育機関
- 山梨大学甲府キャンパス
- 山梨県立甲府第一高等学校
- 山梨県立甲府工業高等学校
- 駿台甲府小学校・中学校・高等学校（駿台塩部校舎）
- 山梨英和中学校・高等学校

その他施設
- 山梨文化会館（山梨放送・山梨日日新聞が入居）[22]
- セインツ.25
- NHK甲府放送局[22]
- 甲州夢小路

## バス路線
甲府駅前にはバス停留所が南口のバスターミナルと、北口の駅前広場、駅東側の陸橋上にある。ほぼすべての高速バスおよび路線バスは南口のバスターミナルから発着するが、山梨交通の一部の路線（10・12・14・15系統と、16・17系統の塚原行き）などはバスターミナルを通らないため、甲府駅北口または甲府駅（陸橋）にて乗降する必要がある。

### 南口
バスターミナル以外にも、駅の南口周辺にはWILLER EXPRESSが発着する甲府駅南口（県会議事堂前）バス停がある。山梨交通や富士急バスの「県会議事堂（前）」の南進方向のバス停と同一地点にある。
甲府駅南口（県会議事堂前）（ニュープリンス高速バス）
- WILLER EXPRESS：WILLERバスターミナル大阪梅田 - 1日1本のみ運行

### 北口
| のりば | 運行事業者       | 系統・行先                                           | 備考                                       |
| ------ | ---------------- | ---------------------------------------------------- | ------------------------------------------ |
| 1      | 山梨交通         | - 14：HANAZONOホスピタル - 15：上帯那 - 16・17：塚原 |                                            |
| 2      | 富士急バス       | K1：富士山駅                                         |                                            |
| 2      | 山梨交通         | - 10・11：武田神社 - 12：積翠寺 - 県立科学館         | 県立科学館行は土日祝日・夏休み期間のみ運行 |
| 3      | 山梨交通         | 10・12・14・15・16・17：伊勢町営業所                 |                                            |
| 4      | トラビスジャパン | 京都駅八条口・梅田                                   | 1日1本のみ運行。辰野パーキングエリアで乗換 |
| 4      | 富士急バス       | K1：降車専用                                         |                                            |
| 4      | 山梨交通         | 11・13：降車専用                                     |                                            |

### 陸橋
| 方面           | 運行事業者 | 系統・行先                                                                       |
| -------------- | ---------- | -------------------------------------------------------------------------------- |
| 甲府駅北口方面 | 山梨交通   | - 10：武田神社 - 12：積翠寺 - 14：HANAZONOホスピタル - 15：上帯那 - 16・17：塚原 |
| 法人会館方面   | 山梨交通   | 10・12・14・15：伊勢町営業所                                                     |

## 隣の駅
東日本旅客鉄道（JR東日本）
 中央本線
- 特急「あずさ」・「かいじ」停車駅（大半の「かいじ」は当駅発着）

■普通
酒折駅 (CO 42) - 甲府駅 (CO 43) - 竜王駅 (CO 44)
東海旅客鉄道（JR東海）
 身延線
- 特急「ふじかわ」発着駅

■普通
金手駅 - 甲府駅

### 記事本文